# Tutu (musikalbum)
Tutu är ett musikalbum från 1986 av Miles Davis.
Albumet är uppkallat efter ärkebiskop Desmond Tutu, Sydafrikas första svarta anglikanska ärkebiskop. Spåret Full Nelson syftar på  Nelson Mandela liksom Miles komposition från 1947, Half Nelson.

## Låtlista
1. Tutu (George Duke/Marcus Miller) – 5'16
2. Tomaas (Miles Davis/Marcus Miller) – 5'38
3. Portia (George Duke/Marcus Miller) – 6'19
4. Splatch (George Duke/Marcus Miller) – 4'47
5. Backyard Ritual (George Duke/Marcus Miller) – 4'49
6. Perfect Way (Green Gartside/David Gamson/Gartside Paul Strohmeyer) – 4'35
7. Don't Lose Your Mind (George Duke/Marcus Miller) – 5'50
8. Full Nelson (Marcus Miller) – 5'07

## Medverkande
- Miles Davis – trumpet
- Marcus Miller – bas, gitarr, synthesizer, basklarinett, sopransaxofon m m
- Paulinho da Costa – slagverk (spår 1, 3–5)
- Adam Holzman – synth-solo (spår 4)
- Steve Reid – slagverk (spår 4)
- George Duke – allt utom slagverk, elbas och trumpet (spår 5)
- Omar Hakim – slagverk (spår 2)
- Bernard Wright – synth (spår 2, 7)
- Michał Urbaniak – elviolin (spår 7)
- Jabali Billy Hart – trummor, bongotrummor

## Listplaceringar
| Lista (1986) | Topplacering |
| ------------ | ------------ |
| Sverige      | 33           |